# Ломовцев, Александр Петрович
Алекса́ндр Петро́вич Ло́мовцев (1910, Темяшево, Тамбовская губерния — 2006, Белгород) — советский хозяйственный, государственный и политический деятель.

## Биография
Родился в 1910 году в селе Темяшево (ныне — в Моршанском районе Тамбовской области).
С 1929 года — на комсомольской работе. Выпускник Ленинградского индустриального института (1940). Член КПСС с 1940 года.
В 1941 году призван в Красную армию Колпинским РВК Ленинграда. Участвовал в боях Великой Отечественной войны в должности агитатора политотдела 43-й стрелковой дивизии; был ранен, удостоен боевых наград.
В послевоенное время — на партийной работе в Саратовской области. В 1956—1962 и в 1964—1970 годы — первый секретарь Белгородского горкома КПСС. В этот период были построены завод «Сокол», Витаминный комбинат, комбинат асбестоцементных изделий, ЗАО «Слюдяная фабрика». В 1962—1964 году — секретарь Белгородского промышленного обкома КПСС, председатель комитета партийно-государственного контроля.
Делегат XIX (1952) и XXIII съездов КПСС.
Умер в Белгороде в 2006 году.

## Награды и признание
- орден Красной Звезды (11.3.1943)[2]
- два ордена Отечественной войны II степени (11.10.1943[3], 6.4.1985[6])
- орден Трудового Красного Знамени

- медали, в том числе:
  - «За оборону Ленинграда»[3]
- две Почётные грамоты Президиума Верховного Совета РСФСР
- Почётный гражданин города Белгорода (3.3.1994) — за большой личный вклад в социально-экономическое развитие города и активное участие в патриотическом воспитании молодёжи[1].